# محطة قطار نتانيا

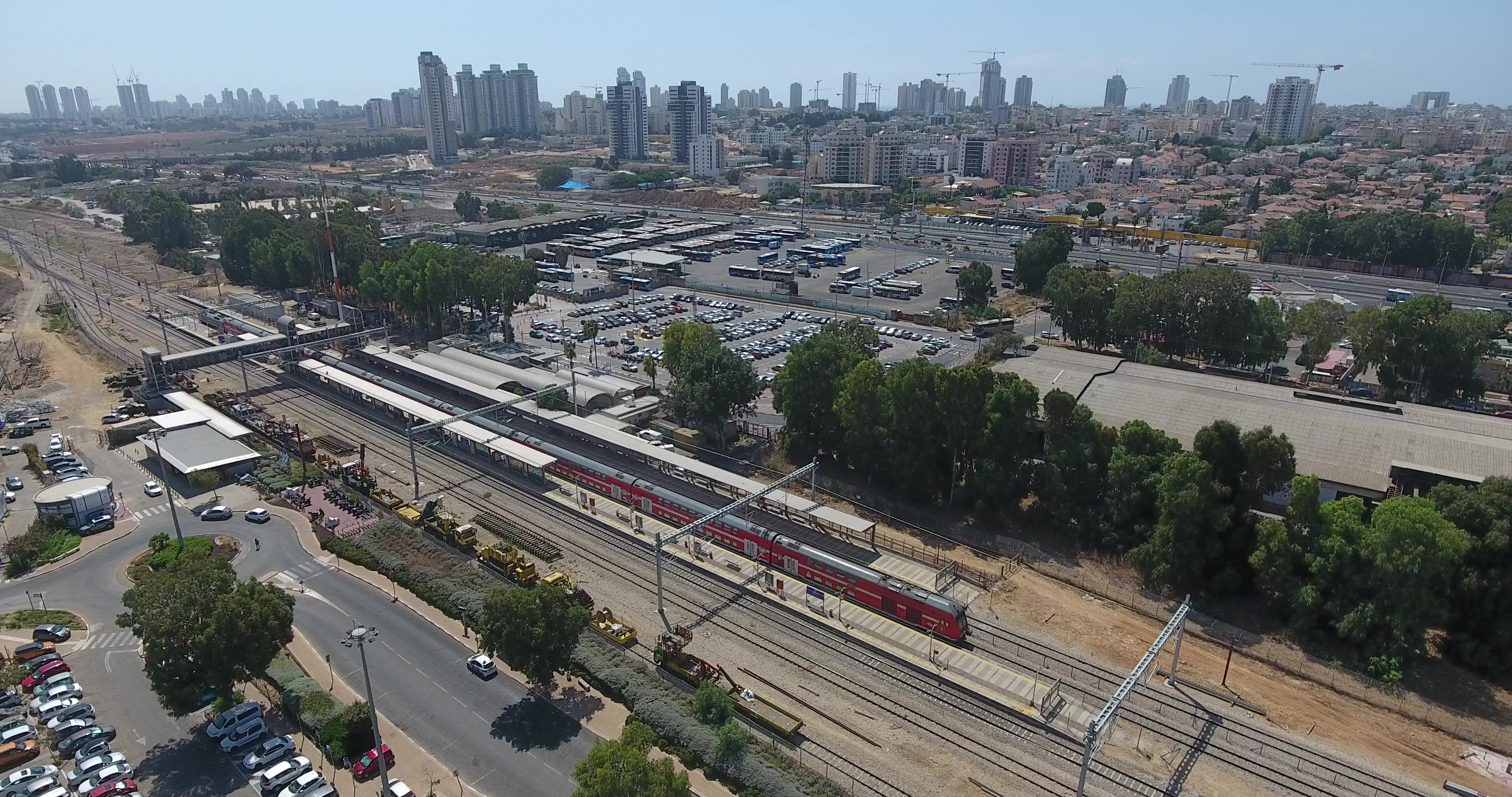
محطة قطار نتانيا، سبتمبر 2022

محطة قطار نتانيا (بالعبرية: תחנת הרכבת נתניה) هي محطة ركاب على خطوط السكك الحديدية الإسرائيلية تقع في مدينة نتانيا على السكة الحديدية الساحلية على الجانب الشرقي من الطريق السريع 2.

## تاريخ
في أوائل عام 1953 زعمت صحيفة معاريف أن القطارات بين تل أبيب وحيفا لا تتوقف في نتانيا، ويضطر سكان المدينة السفر إلى محطة كفار فيتكين لركوب القطارات. في يونيو 1953 صرح مدير شركة قطار إسرائيل أن القطارات على خط تل أبيب - حيفا تتوقف في نتانيا.
خُطط لمحطة قطار نتانيا في عام 1953 وافتتحت في أوائل مايو 1954، بحضور أوركسترا لواء إطفاء نتانيا وفرقة تابعة للجيش الإسرائيلي. في ذلك الوقت كان يتوقف 12 قطارًا يوميًا في المحطة، 10 منها على خط تل أبيب - حيفا واثنين على خط القدس.

## تصميم
للمحطة مدخلين وثلاث أرصفة متصلة ببعضها بممر تحت الأرض وهي كالآتي رصيف جانبي يقع عند المدخل الغربي للمحطة ورصيف «جزيرة» بين السكك الحديدية.

## خدمة القطارات في المحطة
في ساعات الذروة يتوقف قطاران في الساعة إلى الجنوب والشمال على خط بنيامينا - رحوفوت، وخلال بقية اليوم يتوقف قطار واحد في الساعة.
يغادر من المحطة قطار واحد في الساعة إلى أشكلون.
يغادر من المحطة قطار واحد في الساعة إلى بيت شيمش.
تتوقف في المحطة القطارات الليلية من وإلى مطار بن غوريون الدولي.

## معرض الصور

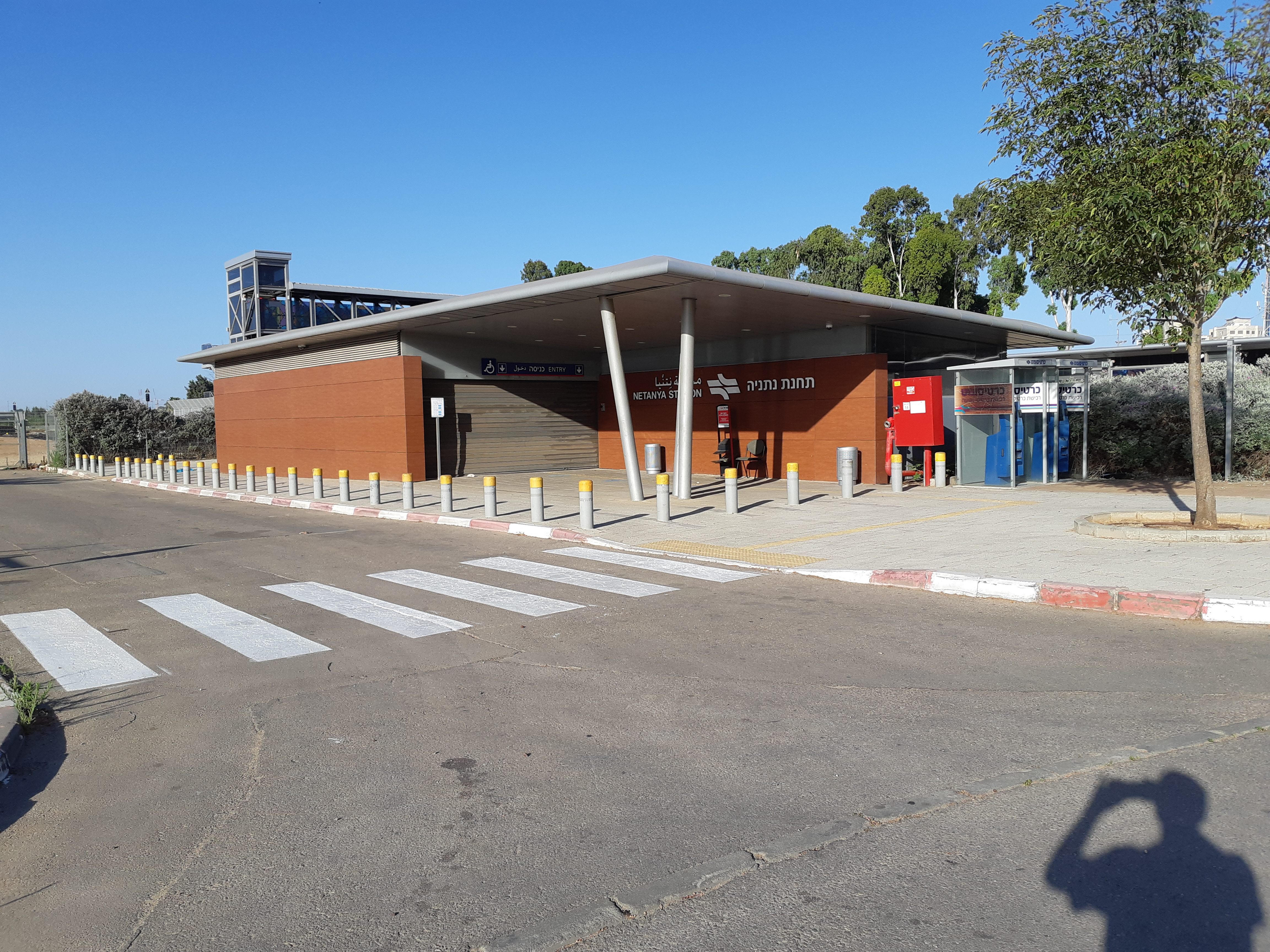
المدخل الشرقي لمحطة قطار نتانيا
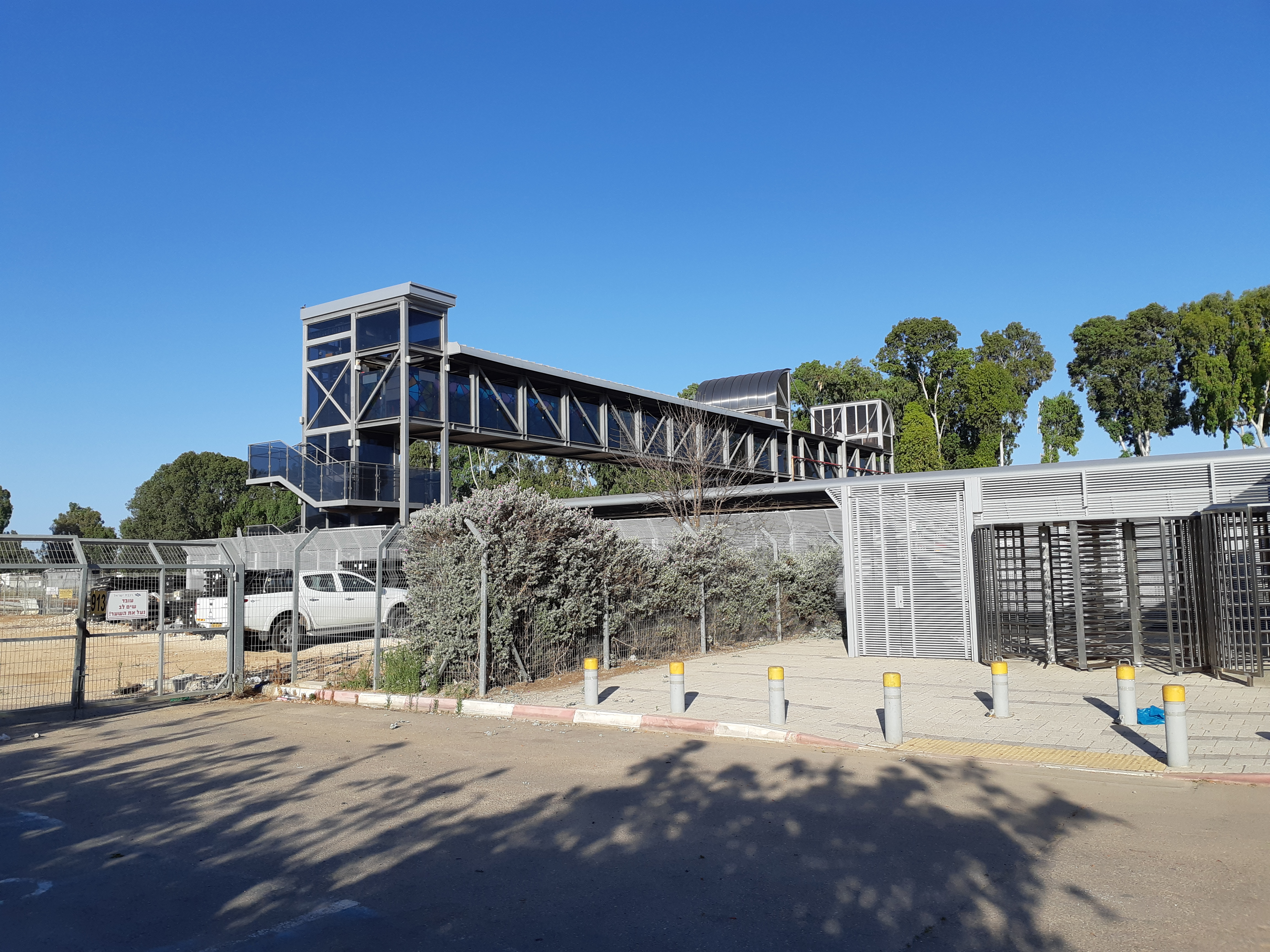
جسر للمشاة في محطة نتانيا يربط المدخل الغربي بالمدخل الشرقي